# Castillo de San Juan (Lloret de Mar)
El castillo de San Juan (en catalán y formalmente, Castell de Sant Joan) es una fortificación del municipio de Lloret de Mar, Cataluña (España), declarada bien inmueble de interés cultural (España) y bien cultural de interés nacional (Cataluña).

## Localización
La fortificación está ubicada en el acantilado de una pequeña elevación conocida popularmente como el Cerro Castell, a unos 60 metros sobre el nivel del mar, que separa la playa de Lloret de la de Fenals. Desde su posición se divisa perfectamente tanto el área cercana al núcleo de Lloret como el castillo de San Juan de Blanes, que forma parte la misma línea de fortificaciones (de ahí que comparten el mismo nombre).
El castillo es accesible tanto en coche como a pie, contando con un camino que parte de uno de los principales paseos de la localidad y transcurre del lado del mar, hasta alcanzar desde el este el promontorio sobre el que está ubicado.

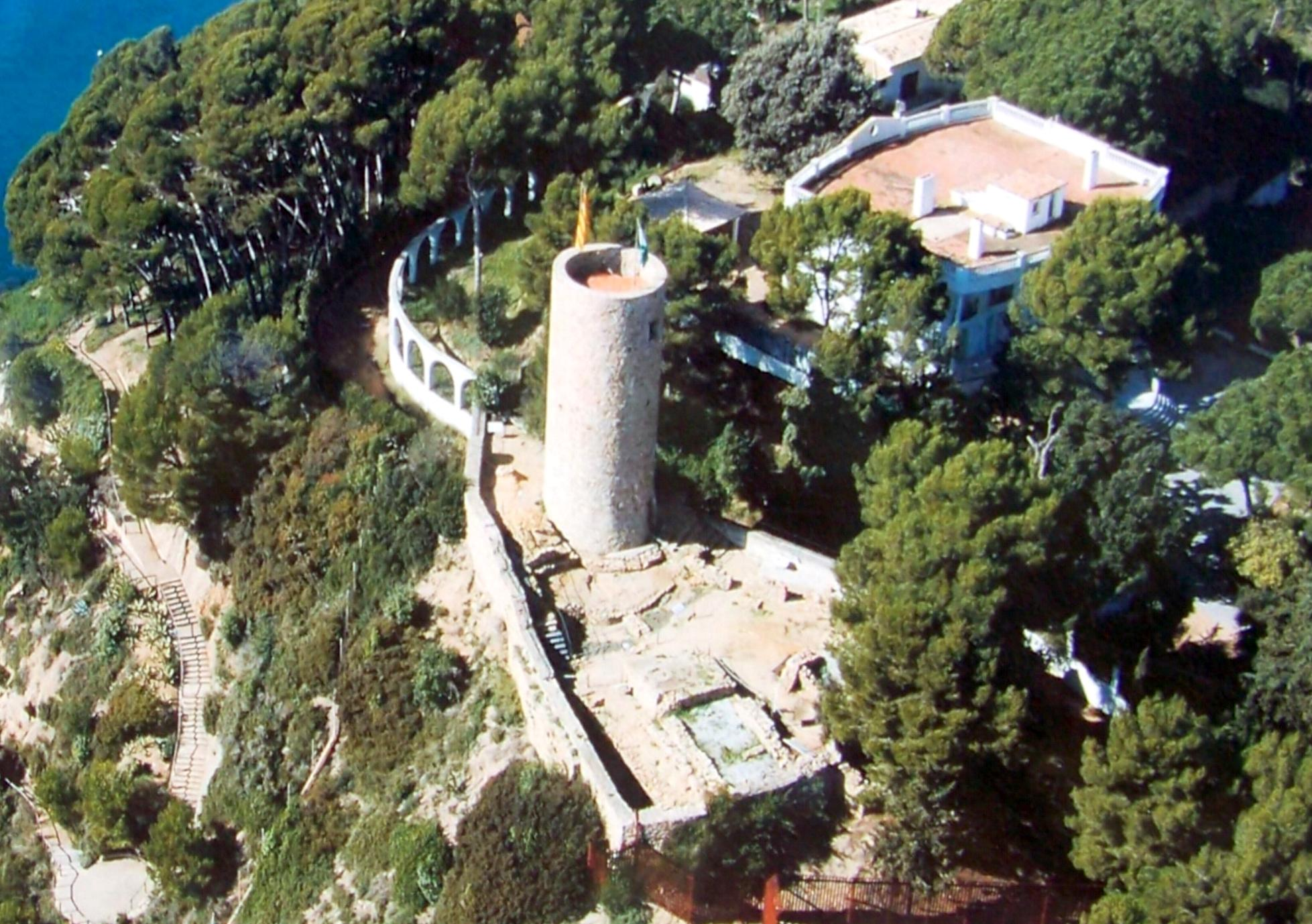
Vista desde arriba: se distingue la forma triangular del recinto

## Arquitectura
En el centro del castillo se encuentra la gran torre maestra, una edificación circular de unos 18 metros de altura. El perímetro está rodeado de un muro de unos cinco metros de altura, el cual define la original forma triangular de la fortificación.
Originalmente se trataba de una construcción defensiva relativamente simple, básicamente un recinto amurallado de forma triangular de unos 500 m² de superficie, protegido por una fosa de unos tres metros de profundidad, con la torre como edificio central destinada a servir de atalaya.

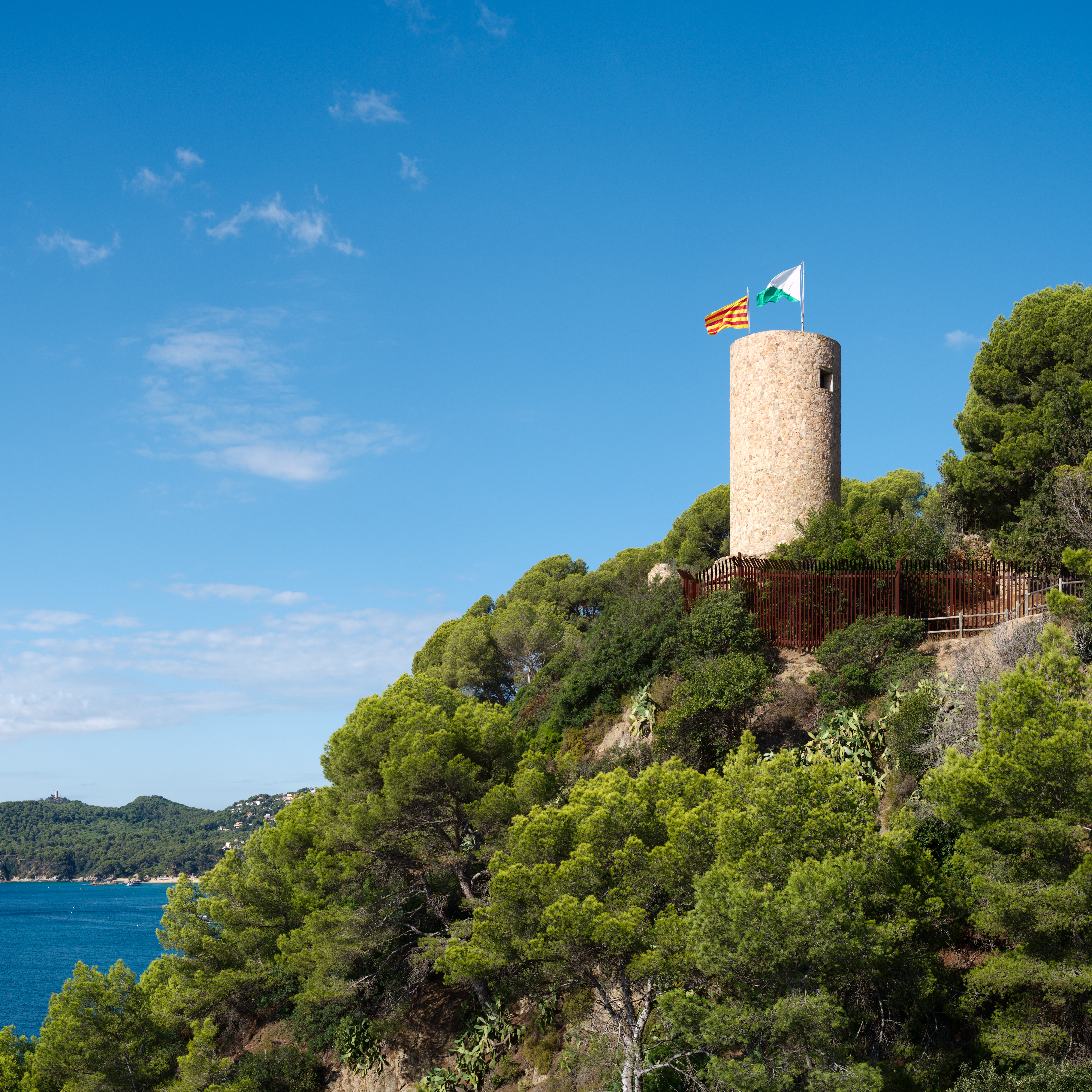
Vista desde la ladera oriental del promontorio

En el interior del recinto hubo unas dependencias de base cuadrangular o trapezoidal formadas por muros de piedra y mortero, donde vivían los señores del castillo. Tanto la torre como el muro perimetral tienen como materia prima las piedras fragmentadas y los guijarros, unidos con mortero de cal.

## Historia
La construcción del castillo se remonta al siglo XI y los datos documentales más antiguos que se conocen de la fortaleza son del año 1041. El documento es una donación de los vizcondes Guerau y Ermessenda a Sicardis, nieta del vizconde de Gerona, Seniofred, y señora de Lloret.
El 23 de enero de 1079, el conde de Berga y obispo de Gerona Berenguer Guifré consagró la capilla de San Juan, que se encontraba dentro del recinto fortificado. Tras la muerte de Sicardis en 1104, sus tierras se dividieron entre sus hijos, Bernat Umbert (obispo de Gerona) y su yerno Bernat Gaufred (cuyos descendientes se convertirían en señores del castillo de Palafolls). Con los años, el castillo pasó a ser propiedad del capítulo de la Catedral de Gerona, o seo de Gerona (siendo administrado por un pavorde) después de que tanto Bernat Umbert como Guillem de Palafolls le legaran sus correspondientes partes, y unos años más tarde, hacia el 1170, también lo hiciera Bernat de Palafolls en su testamento, donando la otra mitad del castillo a la seo de Gerona.

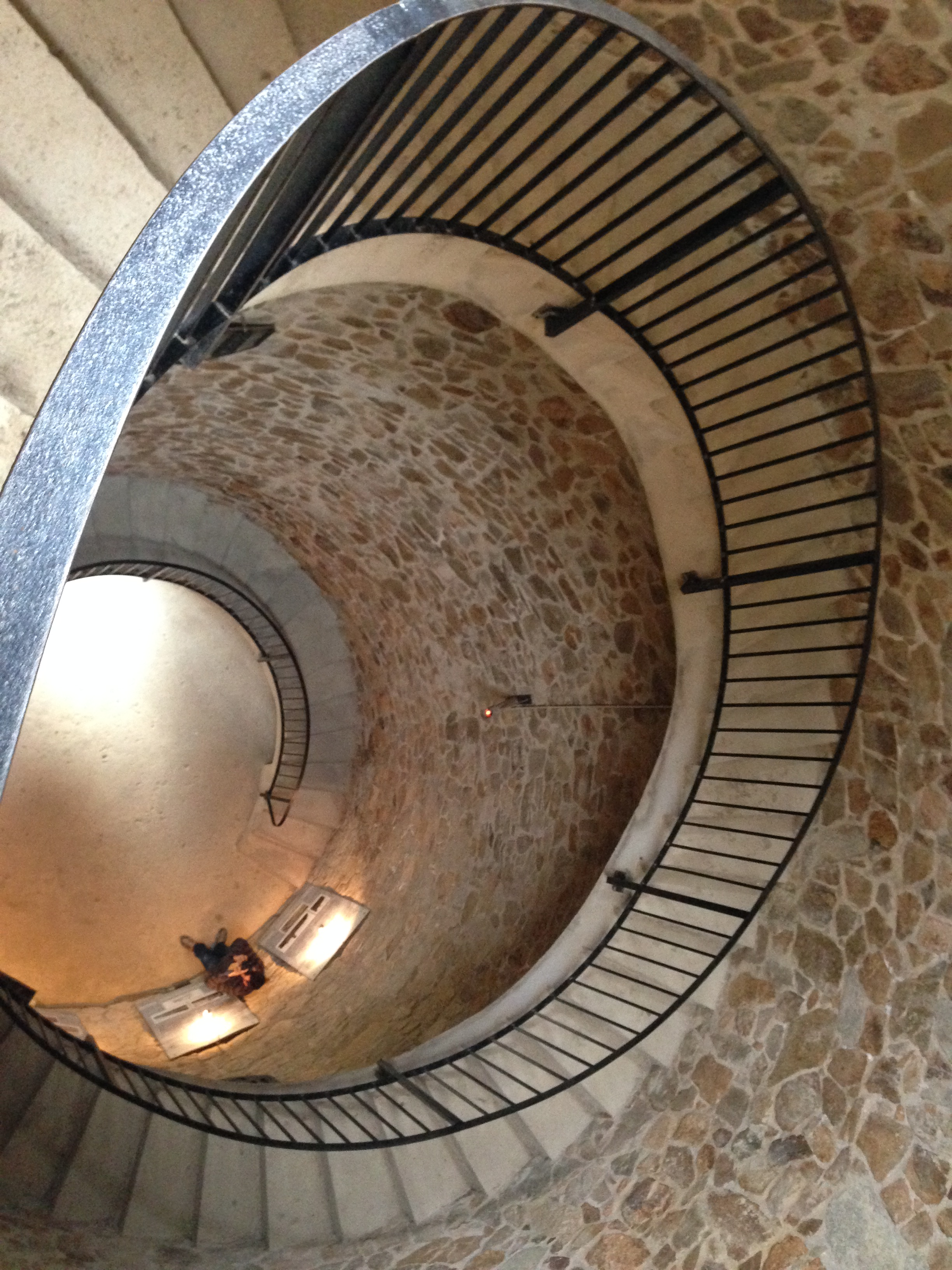
Interior de la torre

En 1217 el nuevo obispo de Gerona, Ramón Palafolls, convenció a su hermano Guillermo para que concediera a la seo de Gerona la totalidad de las propiedades de Lloret. Con ello, el castillo de Lloret se convertiría de lleno en señorío eclesiástico, provocando como consecuencia la ruptura de la unidad de la jurisdicción señorial del suroeste de la Selva.

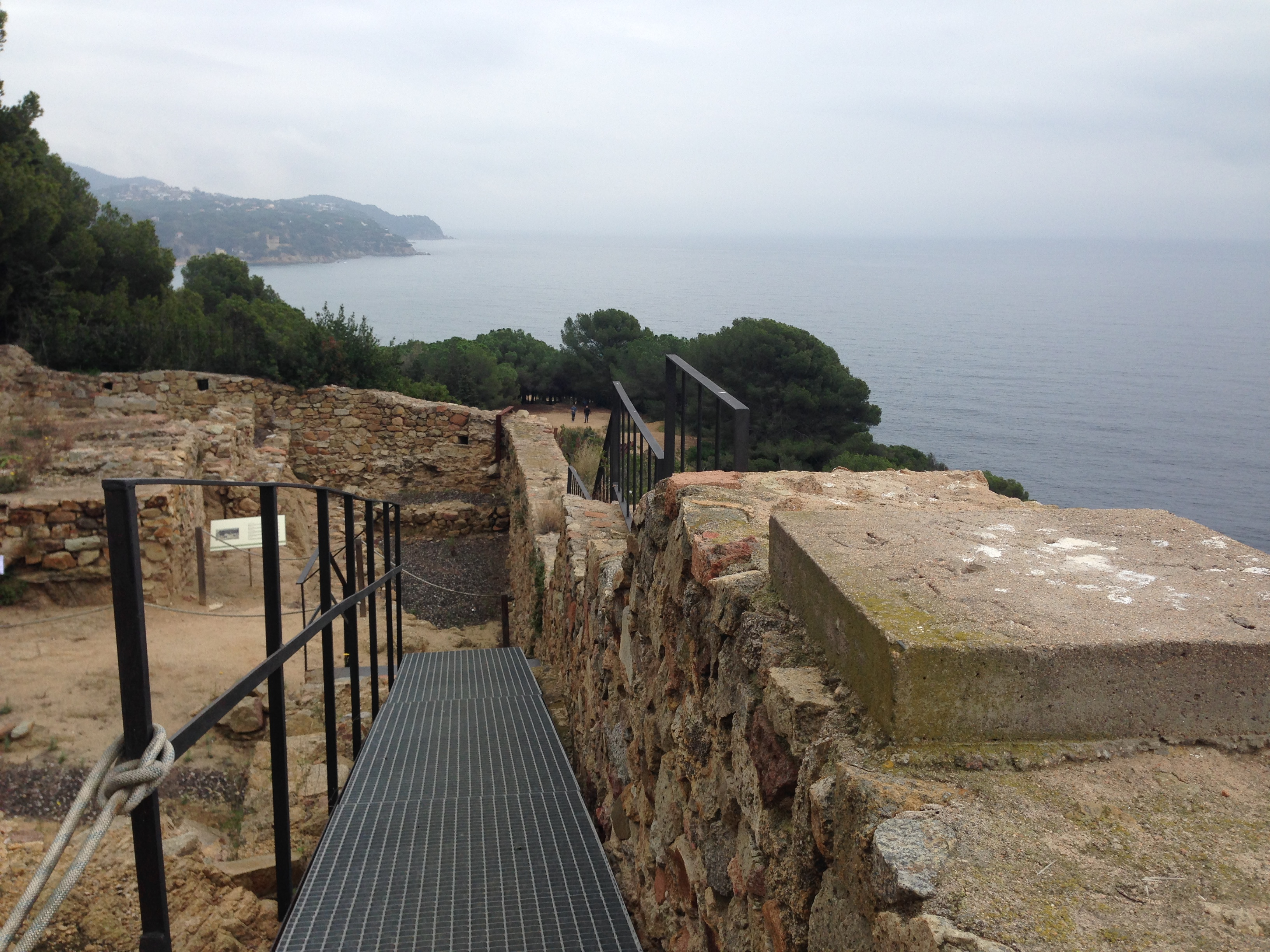
Vista al mar desde la muralla del castillo

Durante el reinado de Pedro el Grande el castillo sufrió ataques del ejército francés que lo dejaron parcialmente dañado. Hacia 1356 sufrió un asalto por parte de la flota genovesa que lo dejó prácticamente inoperable. En 1372, Pedro el Ceremonioso vendió el derecho de bovaje del castillo de Lloret, aunque durante su reinado, marcado por múltiples conflictos militares, se hizo evidente la necesidad de llevar a cabo la restauración de la fortaleza. Una sentencia de 1378 establecía que los habitantes del término del castillo de Lloret estaban obligados a participar en los trabajos de reparación y prestar su servicio en caso de guerra. A lo largo del siglo XV se hicieron importantes reformas respondiendo a los destrozos provocados por los genoveses y a problemas estructurales derivados de los movimientos sísmicos que afectaron la región entre 1427 y 1431.
En el siglo XVI se inició el período de decadencia para la fortaleza ya que la defensa de Lloret pasó a obedecer a otras estrategias. Durante este siglo la fortificación tomó, a grandes rasgos, el aspecto que tiene en la actualidad, con un recinto superior dando al poniente (con la torre del homenaje) y un patio dando al este rodeado de habitaciones. Es durante este tiempo que se inicia un período marcado por el abandono de la fortaleza, aunque durante la primera mitad del siglo XVII el castillo aún servía con fines militares, quedando los mismos relegados en el siglo XVIII a la torre del homenaje, que servía como punto de vigilancia.
En 1790 el Común y los habitantes de Lloret cursaron una petición al Real Consejo de Hacienda para que se permitiera la incorporación del castillo y su término al patrimonio real, proponiendo el pago de 8000 libras a la seo de Gerona como compensación por la pérdida de sus derechos. En 1802 se dictó una sentencia favorable a dicha petición. En 1805 el castillo fue bombardeado por la armada británica.